# (17059) Elvis
(17059) Elvis est un astéroïde de la ceinture principale découvert depuis l'observatoire de Reedy Creek au Queensland, en Australie.
Il a été nommé en l'honneur d'Elvis Aaron Presley (1935-1977), chanteur américain connu comme le « roi du Rock'n Roll ». L'astéroïde (17058) Rocknroll (1999 GA5) a également été découvert par John Broughton, deux jours auparavant.